# 木炭 (小說)
《木炭》又名《黑靈魂》是一部衛斯理系列中的科幻小説，由香港科幻小説作家倪匡所著，系列編號39。故事主要藉由一塊要價同體積黃金的木炭，揭露一樁發生在清朝太平天國時期的歷史事件，帶出一個歷經兩百年，橫跨三代的傳奇故事。同時敍述一個人的靈魂如何寄存在一塊木炭裏，揭示了人類的終極關懷——靈魂的存在，並提出數個生命轉化形式的可能。

## 故事大綱

### 一塊木炭要價同體積的黃金
報紙上的一則奇異分類廣告，有人以高價出售木炭，讓衛斯理好友陳長青感到疑惑和好奇，他打電話探詢價格，卻發現木炭要價同體積的黃金，陳長青因好奇便約賣家見面交易，未想賣家看穿了陳長青只是白撞，陳長青逃跑後，向衛斯理講述此事，後來衛斯理與妻子白素轉述時，白素推敲出賣家是炭幫幫主夫人四嬸。衛斯理於是透過岳父白老大，與四嬸接上線，經多番探問下，才發現木炭內有玄機，其中的秘密，竟與當年太平天國的忠王手下林玉聲靈魂出竅一事有關。涉及當年一樁奇事以及人類的靈魂之謎。

### 太平天國的故事
清末，落第秀才洪秀全以「拜上帝會」為號召，因為標榜信眾死後能進天國，與耶穌和上帝稱兄道弟。吸引眾多愚民擁護，形成一股龐大勢力，洪秀全與他的軍師馮雲山在金田舉事。成立的太平天國。因為清廷無能與所屬的八旗軍和綠營軍安逸承平，日久無戰力，「太平軍」席捲南方富庶諸省，清廷屢次派兵卻無法剿滅。太平天國在江南諸省肆虐十幾年後，旋即為清朝中興名將曾國藩率領的湘軍平定。同時期還有以天地會香主(首領)身份自居的左宗棠。為清廷平定天理教之亂後與白蓮教眾結合的捻匪與捻亂和之後的回亂。太平天國快將滅亡時，隸屬忠王麾下林玉聲，替忠王收藏一批寶物藏於安徽省北方蕭縣貓爪坳一棵樹幹中。事成後，卻被忠王密令的侍衛隊長奉命除去，本以為自己效忠忠王，卻意外遭隊長背叛的林玉聲，險些遭到滅口。

### 林子淵的故事
大難不死的林玉聲，事後多時，再度來到事發處的貓爪坳(凹)的大樹旁。靈魂竟兩度離開身軀，進入樹中。他醒來後，把經過一一記下，臨終時再回到樹中。多年後，他的後人林子淵，發掘舊屋的地基時，從他留下的一本小冊子中，得知當年的一切。林子淵得悉一切後，決定像祖先般尋找生命第二形式，因而來到貓爪坳(凹)。林子淵來到貓爪坳(凹)，但樹幹已被砍下，並投進炭窰。林子淵遂在生火的一刻，跳進了炭窰，軀體被燔燒殆盡的林子淵他的靈魂進入一塊被燒剩的木炭內，而林玉聲的靈魂卻離開了，進入他的第三形式。

### 炭幫的故事
炭幫幫主四叔閱讀了林子淵留下的資料，也得知了林玉聲的靈魂進入大樹一事，他保留了可能內有林子淵靈魂的木炭，又因心中有愧而拜訪了林子淵的妻兒，並向他們提供了經濟的資助。計天祥死前，向其妻（四嬸)交代這塊木炭，表示如果以後生計困難，可出售木炭，但只可以同等大小的黃金換取，其原因乃是認為肯以此荒唐價格買下木炭的，必然是林子淵的後人，木炭便不會流予外人手中。計天祥死後，曾經縱橫淮河流域的炭幫，聲勢日漸沒落，其遺孀四嬸來港後，由於食指浩繁，坐吃山空，生計困難，於是在報上分類廣告欄刊登木炭出售啟事，曾有一年輕人來接洽，後來卻沒有下文（後來知道是林子淵的兒子，但他對靈魂一事毫無興趣，認為以黃金換木炭太過無稽便未有再聯絡）。幾個月後，四嬸只好又刊登「木炭一塊，價格照前議」，結果來的是搗亂的陳長青，與幫他收拾殘局的衛斯理，於是四嬸透過衛斯理岳父白老大的介紹，把木炭以兩百萬美元的代價賣給了衛斯理。

### 陶啟泉的資金義助
但是衛斯理沒有兩百萬美元。他在名人錄上。調查到那個年輕人，林子淵的兒子林伯駿，是汶萊的紙業鉅子，衛斯理千里迢迢上門兜售木炭，聲稱其中有他父親的靈魂，結果卻被奚落一頓趕出來，也得知他當時接洽四嬸只因為母親的吩咐，但他本人對靈魂或父親的往事毫無興趣。被趕走的衛斯理正在氣頭上時，在路旁站立的地方亂踢，卻踢出一顆石頭，打中某個富豪的座車，下來的是兩個保鑣和司機，以及在《風水》故事中登場的亞洲首富陶啟泉，原來他到汶萊和林伯駿開會，卻在此處巧遇衛斯理，陶啟泉當場挹注兩百萬美元資金給衛斯理，由他向林伯駿買那塊木炭，林伯駿也因此機會獲得陶啟泉授予的代理權。林伯駿將衛斯理奉為上賓，並聘他為事業上的顧問，顧問費是每年二十萬美元，可以預支十年，用來還錢給陶啟泉，並將木炭送給他。

### 靈魂的呼喚
衛斯理召來各路靈媒，對木炭進行研究，發現木炭發出高頻率的聲波，欲與外人溝通。友人陳長青從高頻率的聲波圖中，判斷出林子淵可以普通話拼音的方式與他們溝通（由陳長青辨別聲波屬於哪個拼音，再逐一湊成句子），在繁複的對話之後，他們得知林子淵要求他們把木炭燒了，以令他能夠進入第三形式的生命，或是進入新的輪迴，眾人依其言而行，木炭在盆中燒成了灰，但自此之後，各人已無法跟林子淵再聯絡上了。

## 廣播劇
- 香港商業電台以粵語於1987年星期一至五，每日下午三時正首播《黑靈魂》原名（木炭）廣播劇，合共17集。為商台衛斯理廣播劇系列第五個故事。
  - 監製：金貴
  - 監製：圓方
  - 配音
    - 朱子聰 飾演 衛斯理
    - 錢佩卿 飾演 白素
    - 陳永信 飾演 陳長青
    - 陳森　 飾演 祁老三
    - 朱雪梅 飾演 四嬸
    - 馮天衡 飾演 邊五
    - 盧雄 　飾演 白老大
    - 金貴 　飾演 陶啟泉
    - 楊廣培 飾演 林子淵
    - 金貴 　飾演 計四
    - 吳忠泰 飾演 老七
    - 葉佳 　飾演 老蔡
    - 陳永信 飾演 皮耀國
    - 翠碧 飾演 林老太太
    - 楊廣培 飾演 林伯駿
    - 甄錦華 飾演 忠伯(老僕人)
    - 盧雄 飾演 普索利爵士
    - 馮天衡 飾演 甘敏斯
    - 馬淑逑 飾演 女警

## 電視劇
- 無綫電視（TVB）《衛斯理》（The 'W' Files），香港無綫電視翡翠台劇集，於2003年6月2日首播，監製張乾文，八個故事共30集。《木炭》為其中一個被改編的故事。故事背景則設定為1930年代的上海，角色和情節都與原著也較大的差異。
  - 羅嘉良 飾演 衛斯理
  - 蒙嘉慧 飾演 白素
  - 駱應鈞 飾演 計四
  - 蔡子健 飾演 林子淵／林伯駿

參見衛斯理 (2003年無綫電視劇集)
| 前任者： 038 眼睛 | 衛斯理系列（按編號） 039 木炭                        | 繼任者： 040 連鎖 |
| 前任者： 天書     | 衛斯理系列（按連載時序） 1979年4月11日至1979年8月8日 | 繼任者： 玩具     |